# Anthurium asplundii
Anthurium asplundii är en kallaväxtart som beskrevs av Thomas Bernard Croat. Anthurium asplundii ingår i släktet Anthurium och familjen kallaväxter. Inga underarter finns listade.